# Győrzámoly, Győr-Moson-Sopron
Győrzámoly  este un sat în districtul Győr, județul Győr-Moson-Sopron, Ungaria, având o populație de 2.390 de locuitori (2011). 

## Demografie
Componența etnică a satului Győrzámoly
     Maghiari (96,86%)
     Germani (2,02%)
     Necunoscut (0,45%)
     Alții (0,67%)
Componența confesională a satului Győrzámoly
     Romano-catolici (59%)
     Fără religie (10%)
     Reformați (2,59%)
     Luterani (2,18%)
     Atei (1,13%)
     Necunoscută (24,77%)
     Greco-catolici (0,33%)
     Alte religii (1,13%)
Conform recensământului din 2011, satul Győrzámoly avea 2.390 de locuitori. Din punct de vedere etnic, majoritatea locuitorilor (96,86%) erau maghiari, cu o minoritate de germani (2,02%). Apartenența etnică nu este cunoscută în cazul a 0,45% din locuitori.  Din punct de vedere confesional, majoritatea locuitorilor (59,0%) erau romano-catolici, existând și minorități de persoane fără religie (10,0%), reformați (2,59%), luterani (2,18%) și atei (1,13%). Pentru 24,77% din locuitori nu este cunoscută apartenența confesională.